# Rekonq
Rekonq – przeglądarka internetowa korzystająca z silnika WebKit, oparta na bibliotece programistycznej Qt.
Przeglądarka integruje się ze środowiskiem graficznym KDE Software Compilation 4, współpracując z różnymi programami znanymi z tego środowiska: (np.: zarządzania hasłami odbywa się poprzez KWallet, szybkie dodawanie kanałów RSS do czytnika RSS Akregator, wspomaganie pobierania plików z internetu odbywa się poprzez KGet oraz osadzonym w oknie przeglądarki czytnikiem plików PDF jest Okular).
Oferuje ona szereg funkcji, takich jak przeglądanie w kartach, zarządzanie zakładkami, tryb prywatności, obsługę wyszukiwarek, blokowanie reklam. Dostępna jest polska wersja językowa przeglądarki.